# Kościół św. Mikołaja w Tarnowskich Górach-Reptach Śląskich
Kościół Świętego Mikołaja w Tarnowskich Górach-Reptach Śląskich – rzymskokatolicki kościół parafialny w Tarnowskich Górach, w województwie śląskim. Mieści się przy ulicy Wincentego Witosa, w dzielnicy Repty Śląskie, przy granicy miasta z gminą Zbrosławice.

## Historia
Obecna neogotycka świątynia została wybudowana w latach 1867-71. Inicjatorem budowy był proboszcz ks. Anton Sobotta, który uzyskał w tym celu potrzebne fundusze. Fundatorem kościoła był hrabia Guido Henckel von Donnersmark. Budowla została poświęcona w dniu 21 września 1871 roku przez księdza Dziekana Bursiga.

## Architektura i wyposażenie
Świątynia ma charakterystyczny wygląd, została wzniesiona z białego ciosanego kamienia i czerwonej cegły. Budowla ma trzy nawy, niższe prezbiterium i wieżę z ostrą iglicą. W świątyni znajdują się duże okna z witrażami, na jednym z nich jest umieszczony herb rodziny fundatorów. Projektantem budowli był architekt Heinze, zachowały się także projekty wnętrza wykonane przez Karla Johanna Lüdeckego. Elementy wyposażenia zostały wykonane w ówcześnie znanej firmie Mayera z Monachium.

## Galeria

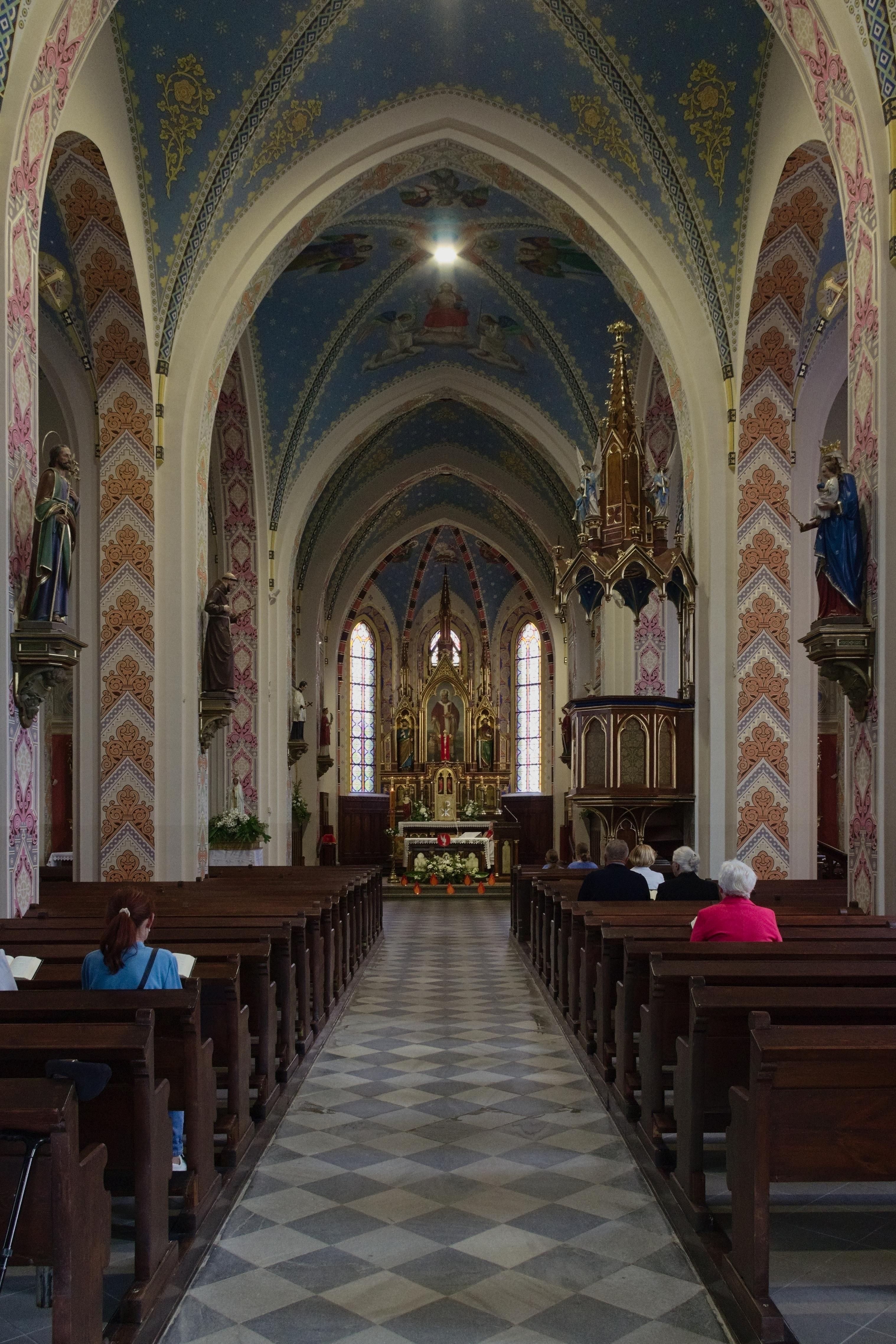
Nawa główna
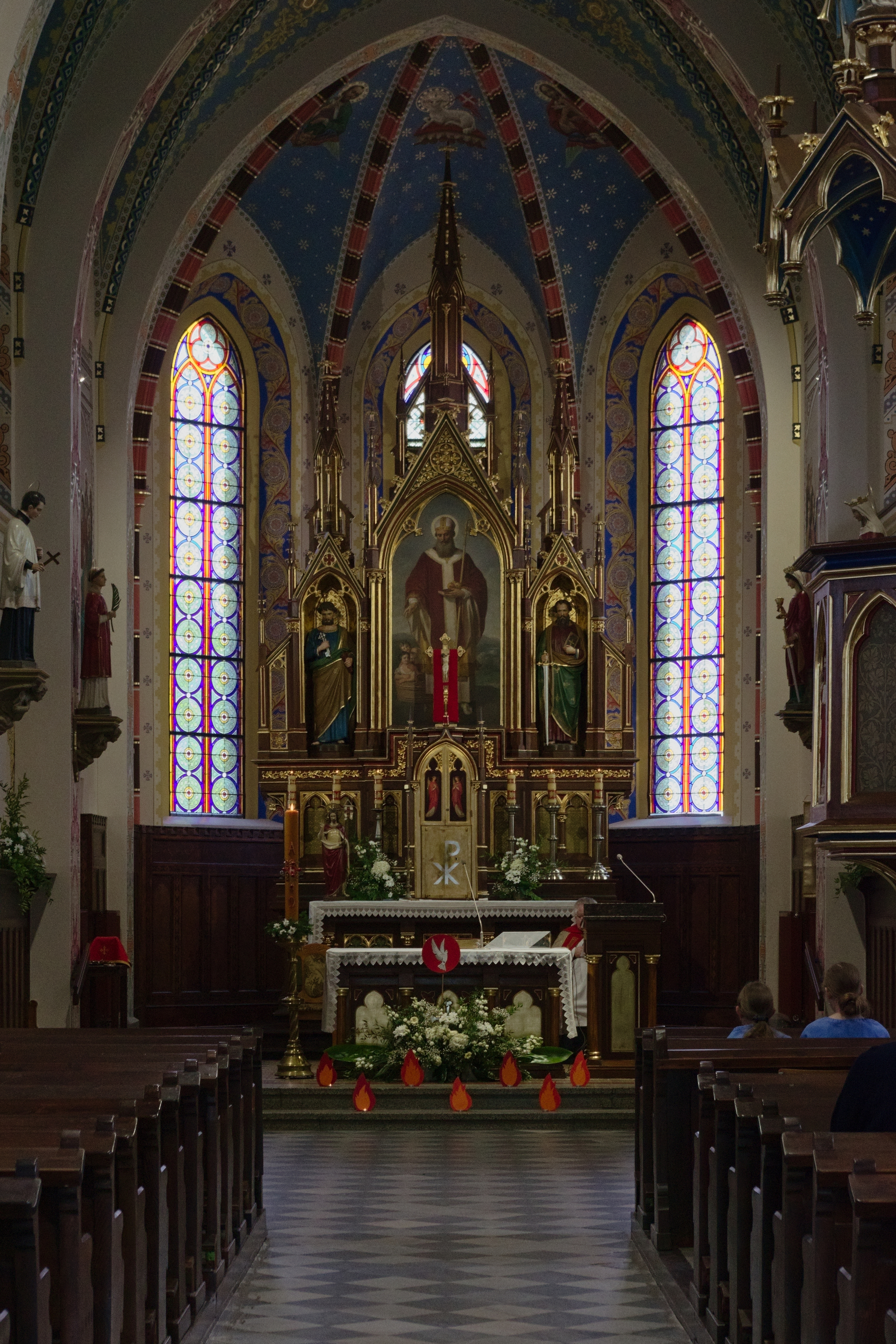
Ołtarz główny
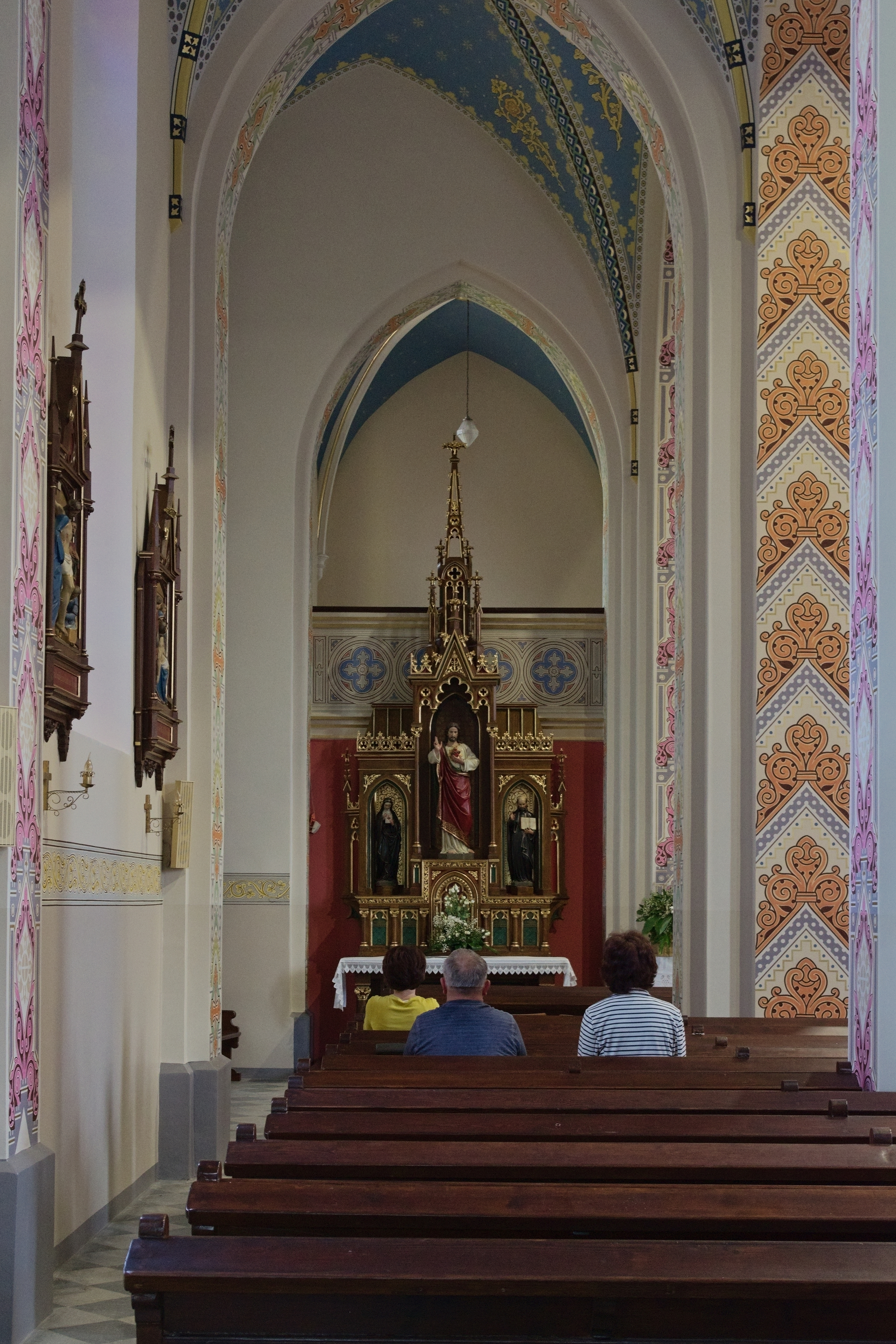
Nawa boczna
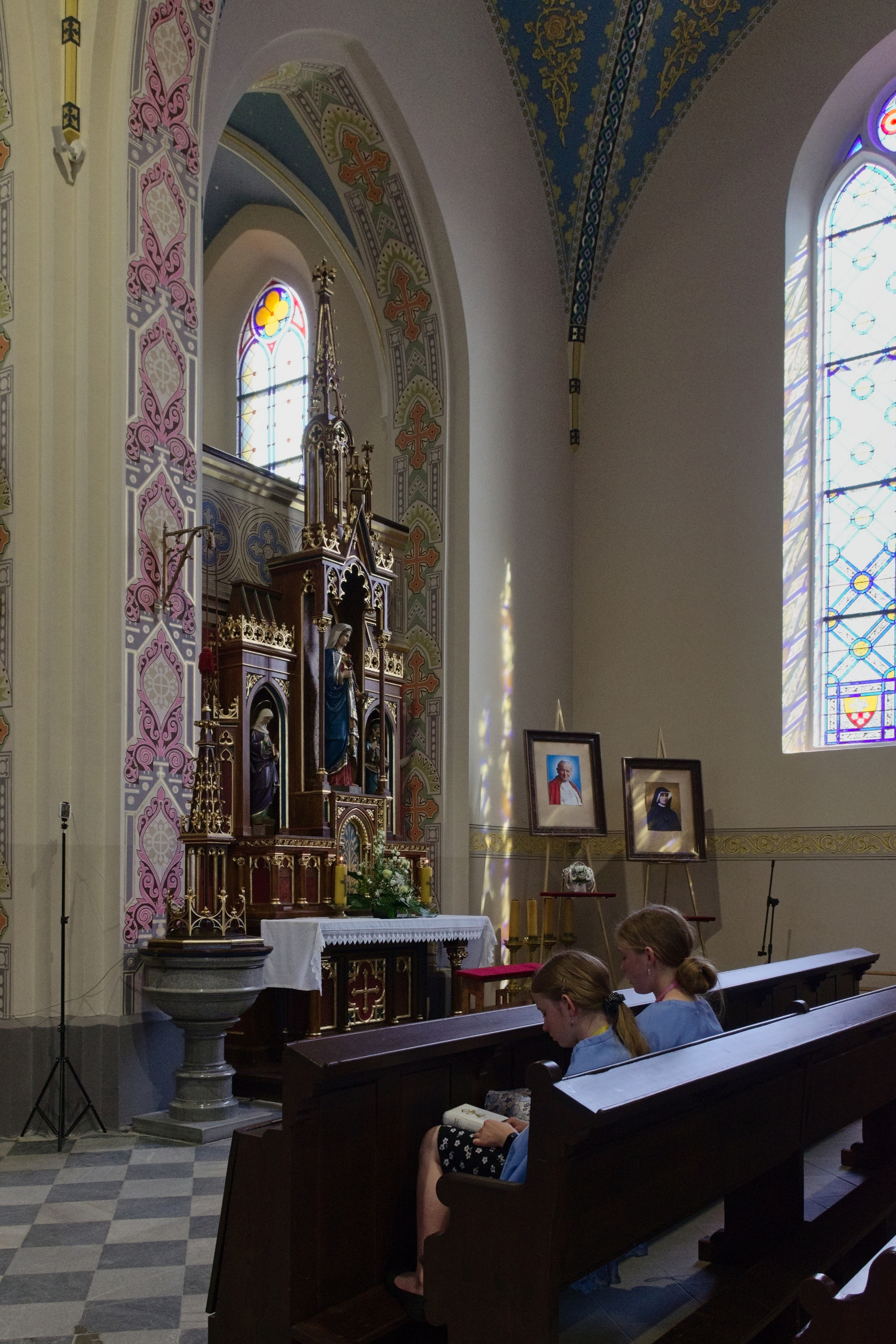
Ołtarz boczny
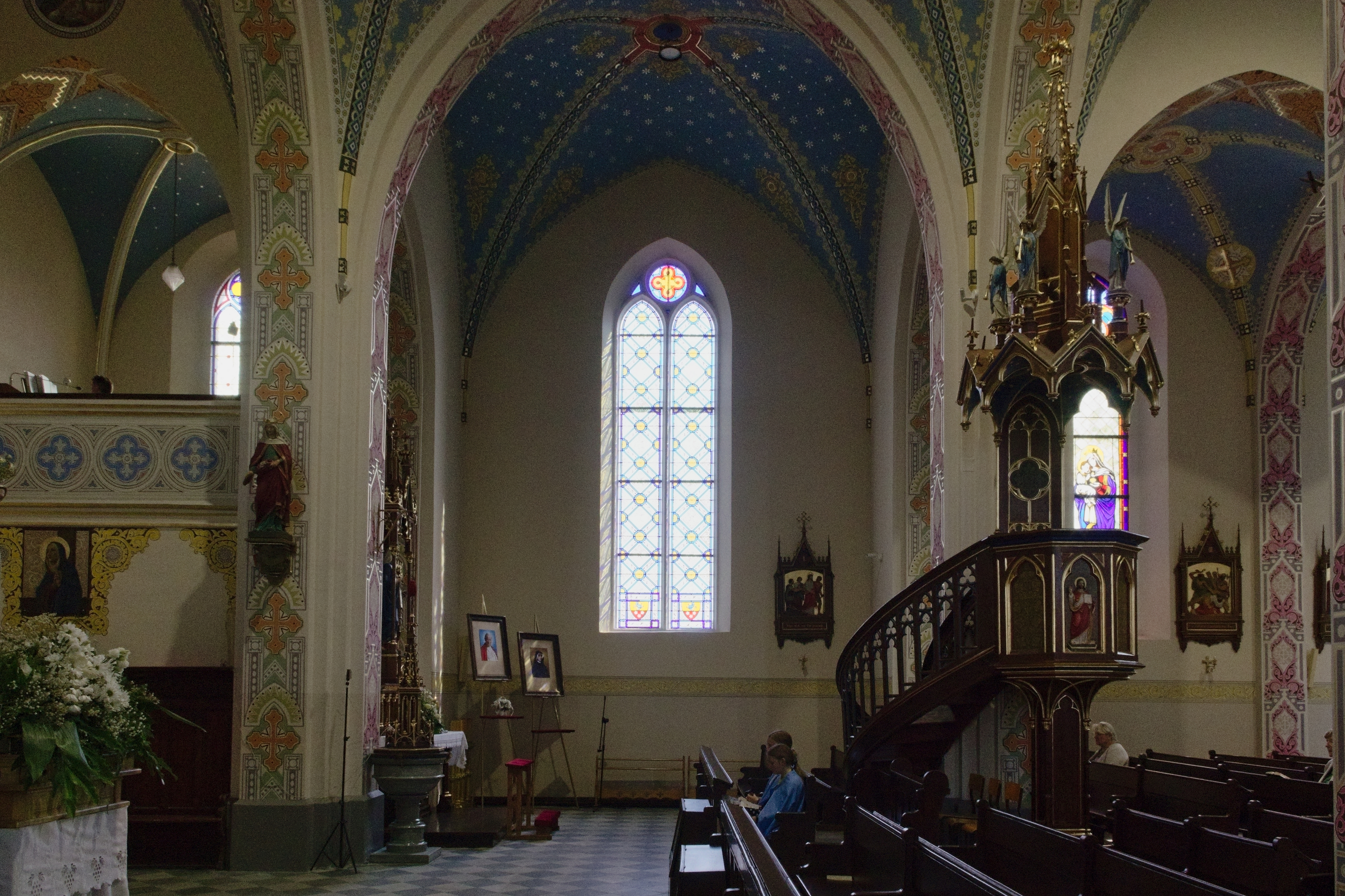
Transept
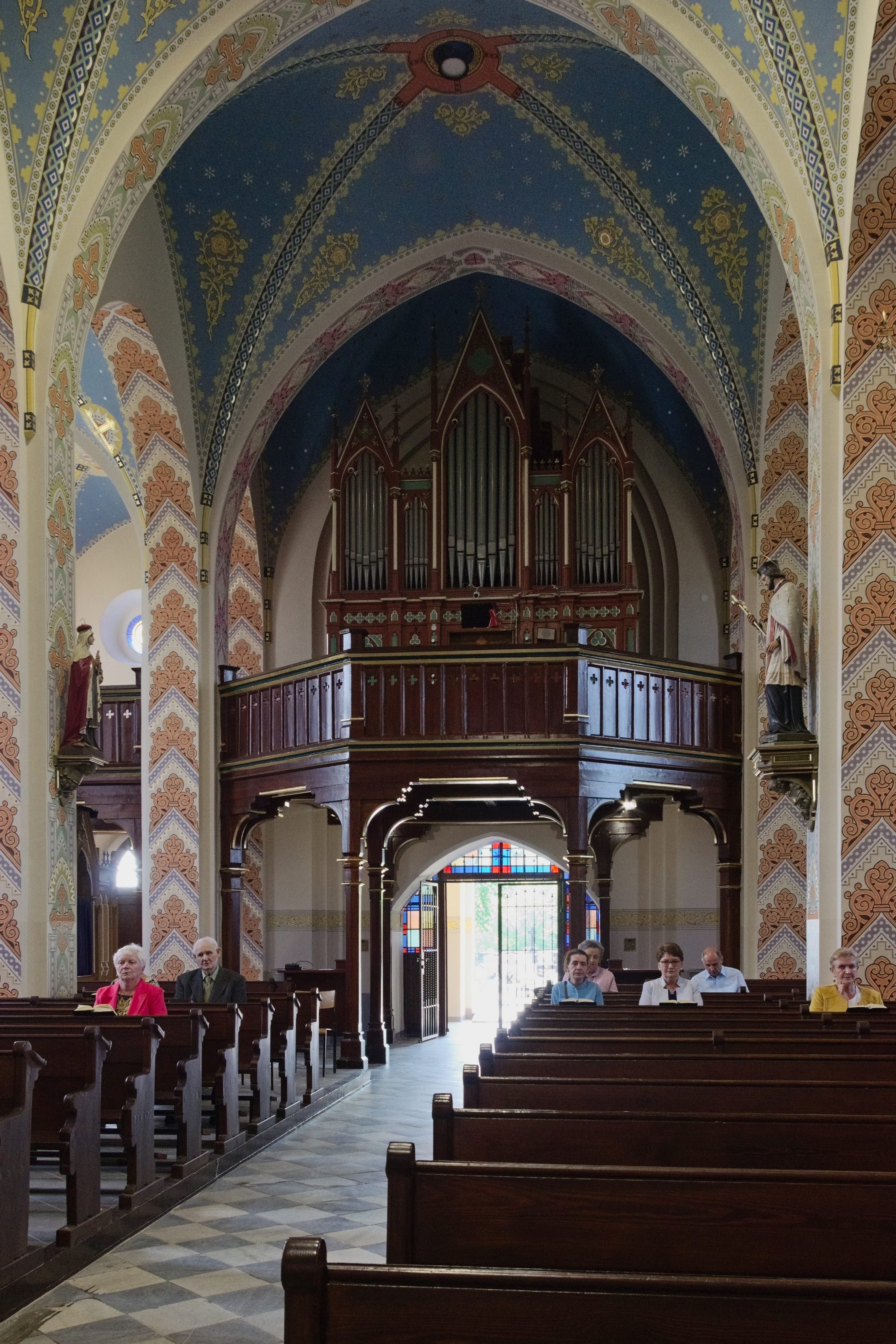
Empora organowa
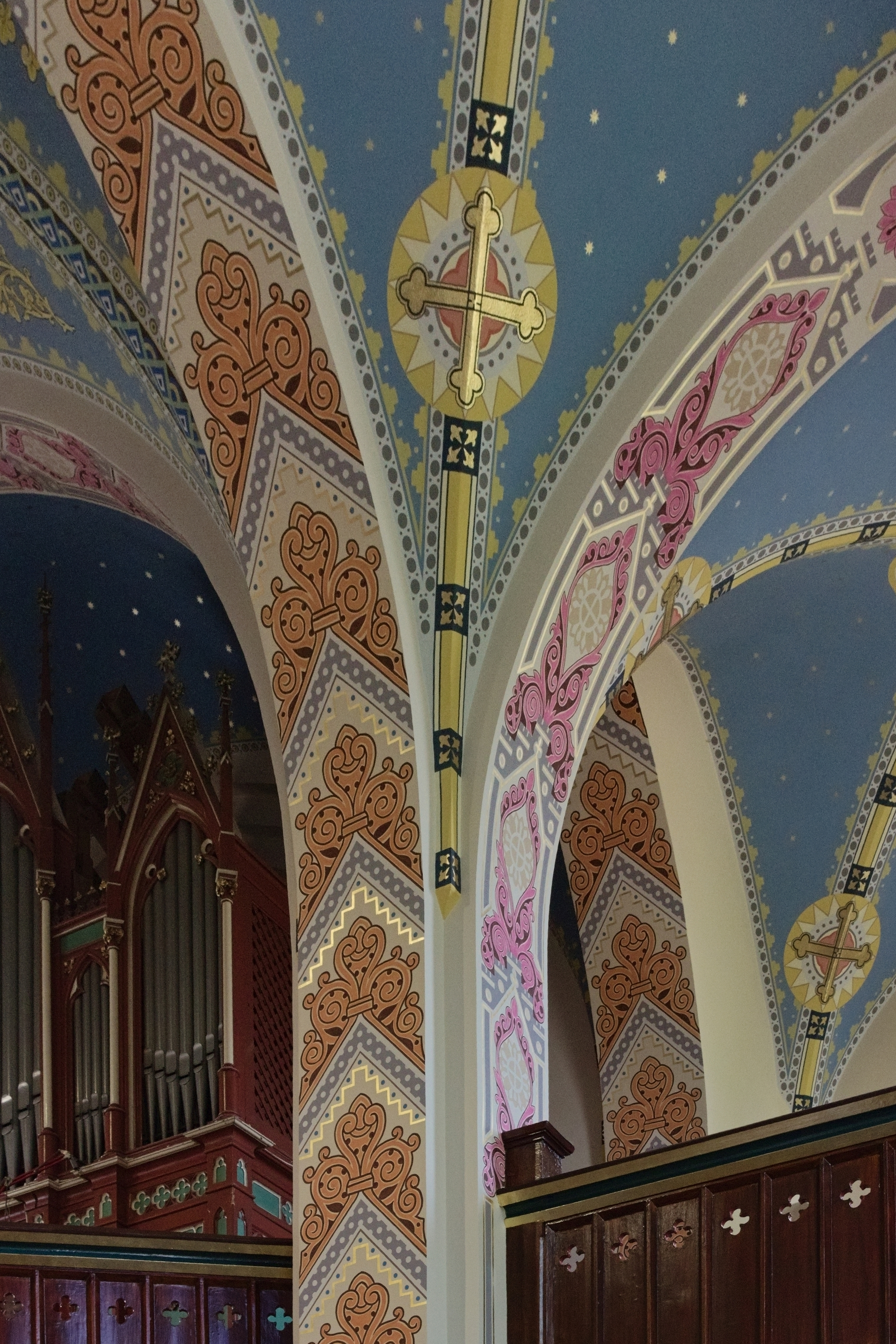
Kolumna przy emporze
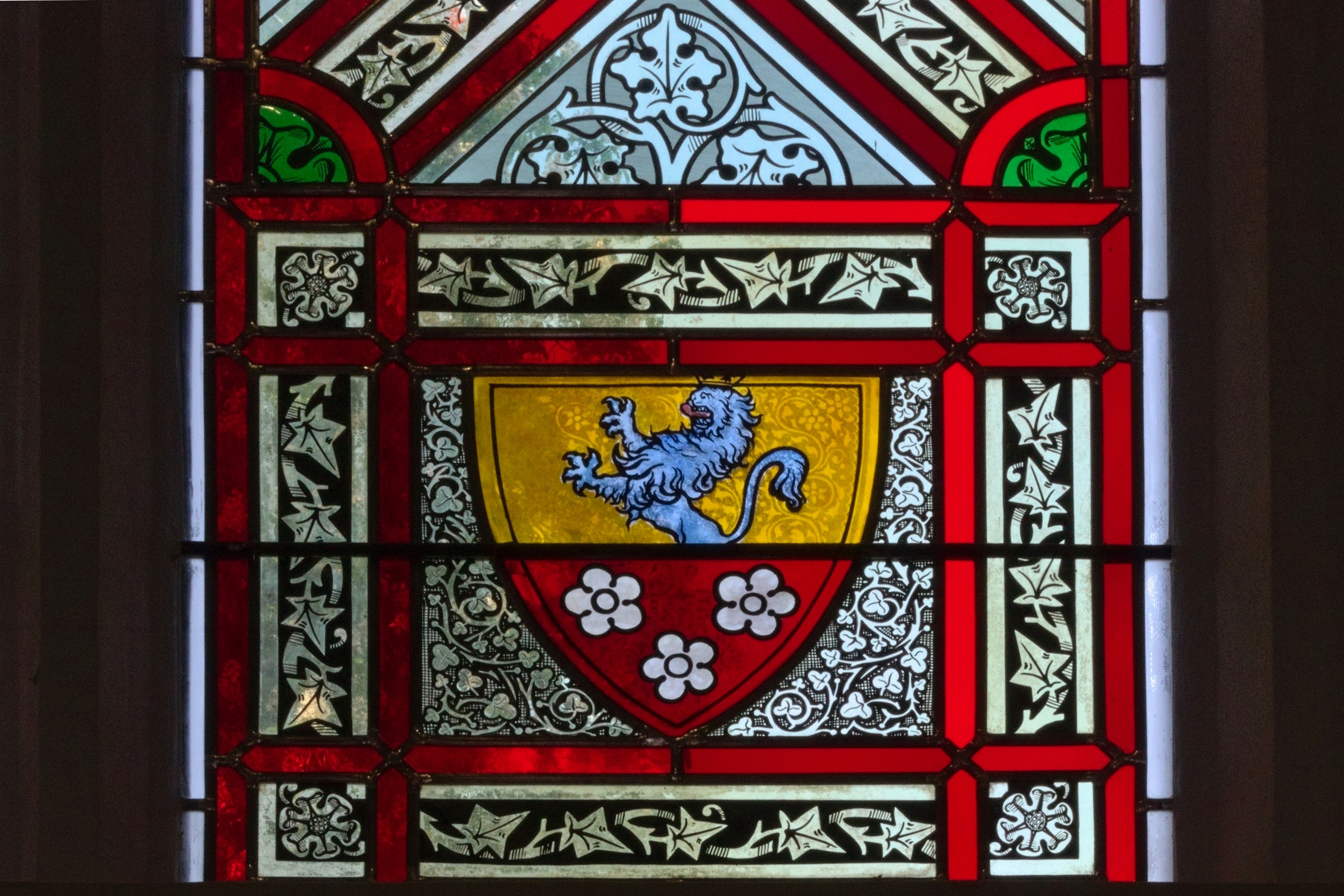
Witraż z herbem Henckel von Donnersmarcków w transepcie